# Kou Qianzhi
Kou Qianzhi (chinesisch 寇謙之, Pinyin Kòu Qiānzhī, W.-G. K'ou Ch'ien-chih; * 365; † 448) war ein chinesischer Daoist aus der Zeit der Nördlichen Wei-Dynastie, der den Himmelsmeister-Daoismus (Tianshi dao) reformiert hat. Aufgrund seiner neuformulierten Theologie gilt er als Begründer einer eigenen daoistischen Strömung, den „Nördlichen Himmelsmeistern“ (chinesisch: 天师道, Pinyin: Tiān Shī Dào).
Im Jahr 415 erschien ihm Laozi (Taishang Laojun) im Gebirge Songshan und ihm wurde der Titel eines Himmelsmeisters geoffenbart, um die falsche Lehre (wei fa) der Drei Zhang (d. h. der ersten drei Himmelsmeister) zu reformieren:

„除去三张伪法，租米钱税及男女合气之术，大道清虚，岂有斯事！“

 (dt. „Weg mit der falschen Lehre der Drei Zhang, den Reisabgaben, Geldsteuern und der Kunst der Vereinigung des Qi von Mann und Frau (nannü heqi zhi shu). Das Große Dao ist rein und leer, was braucht es diese Dinge!“)